# Dactylochelifer marlausicola
Espèce
Dactylochelifer marlausicola est une espèce de pseudoscorpions de la famille des Cheliferidae.

## Distribution
Cette espèce est endémique de Roumanie. Elle se rencontre vers Mioarele.

## Publication originale
- Dumitresco & Orghidan, 1969 : Sur deux espèces nouvelles de Pseudoscorpions (Arachnides) lithoclasicoles de Roumanie: Diplotemnus vachoni (Atemnidae) et Dactylochelifer marlausicolus. Bulletin du Muséum National d'Histoire Naturelle, Paris, sér. 2, vol. 41, p. 675-687.